# Torre de' Passeri
Torre de' Passeri là một đô thị thuộc tỉnh Pescara trong vùng Abruzzo của Ý. Ý. Đô thị này có diện tích 5 km², dân số 3156 người. Các đô thị giáp ranh gồm:
Alanno, Bolognano, Castiglione a Casauria, Pietranico, Scafa.